# Cerberus Capital Management
Cerberus Capital Management LP, L.P. é uma empresa americana de private equity (participações privadas),

especializada em investimentos para resgatar setores e até governos em dificuldades financeiras.
 
A empresa tem sede na cidade de Nova York e é administrada por Steve Feinberg, que co-fundou a Cerberus em 1992 com William L. Richter, que atua como diretor administrativo sênior. A empresa possui escritórios afiliados e consultivos nos Estados Unidos, Europa e Ásia.

A Cerberus tem mais de US $ 50 bilhões sob gestão em fundos e contas.

A empresa é uma consultora de investimentos registrada na Comissão de Valores Mobiliários dos EUA.

Os investidores incluem fundos de pensão e aposentadoria do setor privado e do governo, fundações de caridade, doações de universidades, companhias de seguros, poupança familiar e fundos de riqueza soberana.

## Ligaçoes externas
Site da Cerberus Capital Management